# Dugopolje
Dugopolje ist ein Dorf in der Gespanschaft Split-Dalmatien im Süden Kroatiens. Es hat 3742 Einwohner (Volkszählung 2021) und ist etwa 10 Kilometer von Split entfernt. Im Moment (Stand: 2006) sind die Landflächen von Dugopolje begehrt, was seinen Grund im starken Ausbau des Industrieparks und der Autobahn A1 hat.
Die Einwohner sind größtenteils Bauern, die ihre Weinberge und Felder bestellen. Ansonsten verfügt Dugopolje über einige Sehenswürdigkeiten, wie z. B. eine Tropfsteinhöhle, das jährliche Motorrad-Alka oder Veranstaltungen wie eine Auto-Rallye durch den Industriepark.
Wörtlich übersetzt heißt der Ort langes Feld.